# Ultimatum polonais à la Lituanie

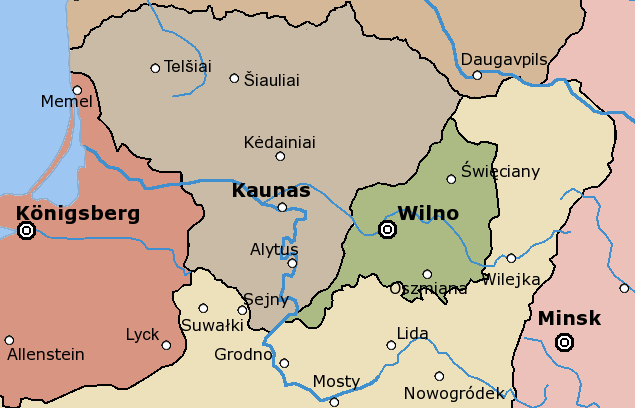
La région de Vilnius (en vert) était disputée entre la Pologne et la Lituanie. Vilnius était la capitale historique du grand-duché de Lituanie, mais la population de la ville était principalement polonaise et juive. Les Lituaniens n'y représentaient qu'une infime minorité.

L'Ultimatum polonais à la Lituanie est un ultimatum lancé le 17 mars 1938 par la Pologne à la Lituanie, demandant la normalisation des relations diplomatiques entre les deux États ; le gouvernement lituanien l'a accepté le 19 mars de la même année.

## Contexte
Depuis la rébellion de Żeligowski et la prise de Vilnius en 1920, le gouvernement lituanien refusait strictement de rétablir des relations diplomatiques avec la Pologne. Le gouvernement lituanien a toujours soutenu que la prise de Vilnius était illégale et que la ville était la capitale légitime de la Lituanie. Se référant à l'absence d'accord de paix (l'accord de Suwałki et le traité de Kaunas n'étant que des trêves), la partie lituanienne soutenait que les deux États étaient toujours en guerre.
Pendant ce temps, en Europe, les tensions étaient en hausse en raison de la politique agressive de l'Allemagne nazie. Le 12 mars, l'Allemagne annexe l'Autriche. Le gouvernement polonais, estimant que les chances de réguler les relations polono-lituaniennes sont désormais meilleures, et aussi en raison de la menace (causée par l'extension des frontières nécessitant une défense) lors d'une éventuelle guerre avec l'Allemagne, décida de lancer un ultimatum au gouvernement lituanien, lui enjoignant de rétablir ses relations avec la Pologne. L'acceptation de l'ultimatum devait réduire la menace d'agression allemande ; la Pologne n'ayant plus à immobiliser une partie de ses forces à la frontière polono-lituanienne.
Jusqu'en 1938, la tension dans les relations polono-lituaniennes persista. Le 11 mars, un incident armé eut lieu à la frontière, à la suite duquel un soldat polonais du Corps de protection des frontières, le tireur Stanisław Serafin, fut tué ; cet événement offrit à la partie polonaise un prétexte pour agir. En relation avec l'incident du 17 mars, le gouvernement polonais, par l'intermédiaire de l'envoyé lituanien à Tallinn, envoya un ultimatum au gouvernement lituanien, exigeant l'établissement immédiat de relations diplomatiques normales sans aucune condition préalable. Le général Edward Śmigły-Rydz (alors maréchal de Pologne et pressenti au poste de commandant en chef de l'armée polonaise) arriva à Vilnius et des ordres militaires appropriés furent émis. Partout en Pologne, des manifestations de masse ont été organisées en soutien à la politique du gouvernement sous le slogan « Guide, mène-nous à Kaunas ! ». L'ultimatum a rencontré une vive réaction en URSS, qui a exprimé sa désapprobation ; il a aussi suscité l'attitude défavorable de la France et d'autres pays occidentaux, pour lesquels cette mesure n'avait rien à envier aux coups de pression d'Hitler. Le 19 mars, le gouvernement lituanien accepte les demandes, ce qui permet de normaliser les relations entre les deux États.
De nombreux cercles lituaniens souhaitaient également une normalisation des contacts avec le gouvernement polonais, mais auparavant ils n'avaient pas été en mesure de surmonter l'attitude fortement anti-polonaise du gouvernement de leur propre pays. En acceptant d'établir des relations, la Lituanie a perdu certains des arguments liés à Vilnius, mais ne reconnaissait toujours pas officiellement les droits polonais sur cette ville. Les relations polono-lituaniennes se sont améliorées au printemps de l'année suivante, après l'ultimatum allemand à la Lituanie, dans lequel l'Allemagne a forcé la Lituanie à céder le comté de Klaipėda.